# Agoraea santaria
Agoraea santaria là một loài bướm đêm thuộc phân họ Arctiinae, họ Erebidae.